# (32762) 1981 ER32
1981 ER32 (asteroide 32762) é um asteroide da cintura principal. Possui uma excentricidade de 0.29431500 e uma inclinação de 10.37871º.
Este asteroide foi descoberto no dia 7 de março de 1981 por Schelte J. Bus em Siding Spring.